# Марі дю Деффан
Марі дю Деффан (фр. Marie Anne de Vichy-Chamrond, marquise du Deffand; 25 вересня 1697, замок Шамрон — 23 серпня 1780, Париж) — власниця аристократичного салону часів Французького королівства, кореспондентка відомих філософів, поетів та вчених.

## Життєпис
Походила зі французького аристократичного роду де Віші. Донька Гаспара Нікола де Віші, графа Шамрона, президента парламенту Бургундії, й Анни Брюллар. Народилася 1697 року в родинному замку Шамрон. Здобула освіту в пансіоні для шляхетних дівчат при бенедиктинському монастирі в Парижі, куди її відправили у віці 14 років.
1718 року вийшла заміж за маркіза дю Деффана, родича герцогів Орлеанських. Це дозволило Марі увійти до вищого світу королівства. З 1722 року стала мешкати з чоловіком окремо, вести богемний спосіб життя. 1730 року придбала будинок на вулиці Бом у Парижі. Тут вона збирає інтелектуальне товариство. Водночас приєднується до кола Анни де Бурбон, герцогині Мен, завдяки чому затоваришувала з д'Аламбером, Фонтенелем, Ла Моттом, Сен-Оларом, а потім познайомилася з Вольтером. З останнім з 1742 року активно листувалася. Також стає коханкою Шарля Ено, президента Паризького парламенту, а згодом — графа де Пон дю Вей.
1747 року знімає квартиру в приміщенні монастиря Сен-Жозеф на вулиці Сен-Домінік. Поступово тут сформувався салон дю Деффан, де бували представники вищої аристократії, коханці дю Деффан, д'Аламбер, Вольтер, Шарль Луї де Монтеск'є, Жорж-Луї Леклерк де Бюффон. Тут також бували Девід Юм, Едвард Гіббон, Бенджамін Франклін, граф Горас Волпол. Сприяла обранню д'Аламбера до Французької академії.
З 1752 року в дю Деффан погіршувався зір, а до 1754 року вона зовсім осліпла. Тоді ж узяла собі компаньйонкою Жюлі де Леспінас, яка видавала себе за небогу дю Деффан (начебто незаконна дружина брата маркізи). Поступово друзі дю Деффан стали збиратися в кімнаті Леспінас, що маркіза розцінила як зраду. Леспінас невдовзі заснувала власний салон, куди перебралася більшість з салону дю Деффана на чолі з д'Аламбер. Вірними маркізі залишилися Вольтер, Шарль Ено, Монтеск'є. Після смерті двох останніх більшість у салоні становили аристократи. З 1764 року він став повністю аристократичним, куди майже не заходили філософи і письменники. Померла 1780 року.

## Листування
У 1809—1812 роках уперше опубліковано листи (Correspondance inédite) дю Деффан до д'Аламбера, Шарля Ено, Волпола, Монтеск'є, Вольтера, герцогиня де Шуазель. Ця епістолярна творчість є важливим джерелом з життя тогочасного суспільства, філософських думок.

## Родина
Чоловік — Жан-Батист де Ла Лонд, маркіз дю Деффан.
Дітей не було.